# Aït Sedrate Sahl El Gharbia
Aït Sedrate Sahl El Gharbia är en kommun i Marocko.   Den ligger i provinsen Tinghir och regionen Drâa-Tafilalet, 300 km söder om huvudstaden Rabat. Antalet invånare är 14 864.